# Carlos Escobar Casarin
Carlos Andrés Escobar Casarin (Temuco, Chile, 21 de mayo de 1990) es un exfutbolista chileno. Jugaba como defensor.

## Carrera
A los 16 años de edad emigró desde Temuco hacia Santiago, para realizar sus inferiores en la U, siendo antes este jugador y capitán del Liceo Camilo Henríquez de Temuco, equipo el cual disputó en Mundial Escolar Juvenil 2007 en la capital de Chile.
Estuvo en la banca en el Torneo de Apertura 2009 en un encuentro contra Cobresal en un partido pendiente donde los mineros en El Salvador se impusieron 3-2. luego ya en el Clausura por la 2.ª fecha contra Palestino fue titular debido a las lesiones de Juan González, José Manuel Rojas y las suspensiones de Rodrigo Jara y Rodrigo Rivera por ser expulsados en el partido anterior contra Rangers de Talca. Finalmente el partido contra los "árabes" finalizó con un pálido 0 a 0, realizando una buena actuación, siendo condecorado como el jugador del partido. A fines del 2009 es llamado a formar parte del grupo sparring de la Selección Chilena que participó en el mundial de Sudáfrica 2010. Es enviado a préstamo a San Luis de Quillota para disputar la segunda parte del campeonato chileno 2010. Vuelve a la Universidad de Chile a principios del 2011, tras su préstamo por San Luis de Quillota. En su vuelta a Universidad de Chile no logra ser citado en todo el torneo, por lo que decide el mismo poner fin a su contrato para buscar otro club.
El 22 de noviembre de 2011 firma contrato con el club Unión Temuco, donde jugará la temporada 2012.

## Clubes
| Club                 | País  | Año       |
| -------------------- | ----- | --------- |
| Universidad de Chile | Chile | 2009-2010 |
| San Luis             | Chile | 2010      |
| Universidad de Chile | Chile | 2011      |
| Unión Temuco         | Chile | 2012-2013 |
| Deportes Concepción  | Chile | 2013      |

## Primera División

### Campeonatos nacionales
| Título           | Club                 | País  | Año    |
| ---------------- | -------------------- | ----- | ------ |
| Primera División | Universidad de Chile | Chile | 2009-A |
| Primera División | Universidad de Chile | Chile | 2011-A |